# 東勢 (桃園市平鎮區)
東勢，是臺灣桃園市平鎮區的一個傳統地域名稱，位於該區東南部。相較於今日行政區，其範圍大致包括東勢里不含西北部中段一小部分、建安里不含最西端一小部分、新安里、華安里東南半部、東安里東半部，以及福林里最東端一小部分。

## 歷史
台灣清治末期至日治初期，東勢地區為一街庄，稱為「東勢庄」，隸屬於桃澗堡。該庄西北與北勢庄為鄰，北以新街溪及陸界與社仔庄為界，東與霄裡庄、南興庄為鄰，南邊為九座藔庄、黃泥塘庄，西邊為山仔頂庄、南勢庄。
1901年（日治明治三十四年）11月，全台廢縣廳改設二十廳，該庄隸屬於桃仔園廳。1903年（明治三十六年），改名桃園廳。1909年（明治四十二年）10月，合併二十廳為十二廳，該庄隸屬不變。1920年（大正九年），廢十二廳改設五州二廳，該庄改制為「東勢」大字，隸屬於新竹州中壢郡平鎮庄，大字下有「東勢」、「金鷄湖」小字名。
戰後平鎮庄改制為平鎮鄉，隸屬於新竹縣，大字亦改制為村。1950年桃、竹、苗分治，平鎮鄉改隸屬於桃園縣。1992年3月，平鎮鄉因人口達15萬而改制為平鎮市，村改制為里。2014年12月，桃園縣升格為直轄桃園市，平鎮市改制為平鎮區。
本地區因人口增加，已分拆為多個里。

## 聚落
本地區發展較早的聚落有大壠底、山崁仔、金鷄湖等，在日治期初期的官方地圖上已有記載。此外，本地區尚有柑子園、曾家庄、東勢、下東社、東社、大竹圍、通濟橋、學堂埤、金台橋、霄埤、五分車路、紅圳、伯公崙(土地公崙)、殺大窩(蛇大窩)、隘寮頂(部分)、桃花莊(部分)等聚落。
本地區為漳州移民及惠州移民，故聚落名稱有漳系閩式地名或與客式地名混用情形，如:大壠底、伯公崙、隘寮頂等。
隘寮頂
位於現今金陵路附近，隘寮是為了防番進犯而設，一般是石造或木造結構，上鋪茅草，由隘勇防守，隘寮頂為「往昔為防禦霄裡社平埔族設隘處」。而《平鎮市志》（1994年）記載：「清高宗乾隆30年（1765年），福建漳州人郭樽，率領一族人到中壢、平鎮一帶設隘，集佃開墾下，拓荒南勢與東勢，但是當地接近土牛溝，更南方有番人出草威脅，於是在臺地最高處的山仔頂附近設置隘寮，而旁邊那個小村，就命名為『隘寮頂』。」
五分車路
位於今日平鎮東勢里華隆街，地名來由是因此地早年為五分車所經之路線，故得此名，現鐵軌已經拆除。
大竹圍
位於今日平鎮東勢里內，植物名。地名來由是因當地有一吳姓人家在厝後種滿一甲的桂竹，外地人途經此地，放眼望去盡是高大而茂密的綠竹林，便往往向主人買上若干竹材回去，製成各式各樣的竹製品，久而久之，便稱此地為大竹圍。
紅圳
位於今日平鎮東勢里內，水文名。地名來由說法有三種：一是據《平鎮市志》記載，「……殺人窩，血水流入河中變色，俗稱作紅圳。」二是地方傳說有一對相戀的年輕男女，因遭受到雙方父母的對，因而相約在此地殉情，殉情當天正好下雨，兩人的血水順著雨水流入河中，染紅了河水，故稱此河為紅圳；三亦是民間傳說，紅圳原只是條小水溝，幾次大洪水將紅圳切割成又大又深的水圳，所以稱做洪圳，後訛為紅圳。
大壠底
位於今日平鎮金陵路四段及平東路一帶。「壠」閩客混用地名，有「山岡」之意；「底」漳系閩式地名，指裡面之意、或指最低點；泉州系地名常用「內」字之用；潮州系或客家系地名常用「裡」字之用。

## 本地語言
平鎮東勢緊鄰八德及大溪，為廣東惠州裔及福建漳洲裔聚集地，惠州裔葉姓宗族可使用漳腔台灣語及客家語，東勢區域通行漳腔台灣語、華語及客家語。
因平鎮北勢居民也可以使用漳腔台灣語及客家語，則北勢、東勢為平鎮地區漳腔臺灣語及客家語雙語區。
北勢、東勢居民使用漳腔臺灣語及客家語雙語範圍區、可以擴及至龍潭烏樹林及黃泥塘。如:廣東潮州普寧翁氏為烏樹林地區宗族、福建漳州游氏為黃泥塘龍潭地區家族。

## 交通
省道台66線為於東西向快速道路系統「東西向快速公路－觀音大溪線」，大致以北北西—南南東走向轉西北西—東南東走向蜿蜒經過東勢地區，在市道113甲線交會處設有「平鎮三交流道」。由該道路向北北西轉西北可前往觀音大潭以連接省道台61線（西部濱海快速道路），向東南東可前往大溪南興接縣道112甲線以前往國道3號的大溪交流道。
市道113甲線（金陵路四段～五段、福龍路一段）是中壢至龍潭的道路，大致以北北西—南南東走向轉縱向再轉北北東—南南西走向經過本地區西部。由該道路向北北西轉北可前往北勢、中壢市中心南側並止於龍岡路一段路口，向南南西可前往黃泥塘並止於龍潭市區東北側的省道台3線路口。
市道112號（龍南路）是觀音至大溪崎頂的道路，大致以西北—東南走向經過本地區東北部邊界地帶。由該道路向西北可前往中壢、新屋、永安漁港等地，向東南轉南南西再轉東南可前往八德、大溪崎頂並止於省道台3線路口。
區道桃72線（平東路二段～一段、平東路）是戲棚跡至霄裡的道路，大致以西北—東南走向轉西南西—東北東走向蜿蜒經過本地區中北部。由該道路向西北轉西可前往南勢、平鎮、高山頂的戲棚跡並止於區道桃102線路口，向東北東轉東北可前往霄裡並止於市道114號路口。
區道桃75線（金陵路六段～七段、成功路）是東勢至黃泥塘的道路，其北側端點位於本地區西部市道113甲線路口。由此向南南東轉西南西蜿蜒而行，山邊界後轉南南西可前往黃泥塘並止於省道台3線路口。

## 學校
- 東勢國小
- 東安國小（小部分）